# Diploastreidae
Famille
Les Diploastreidae sont une famille de scléractiniaires (coraux durs, dits « coraux bâtisseurs de récifs »).

## Liste des genres et espèces
Le World Register of Marine Species recense un seul genre dans cette famille, monotypique : 
- genre Diploastrea Matthai, 1914
  - espèce Diploastrea heliopora (Lamarck, 1816)

## Publication originale
- J.P. Chevalier et L. Beauvais, « Ordre des Scleractiniaires », dans Grasse, P.P. (ed.), Traité de Zoologie, Cnidaires, Anthozoaires, Paris, Masson, 1987, p. 403-764.